# Savusjön

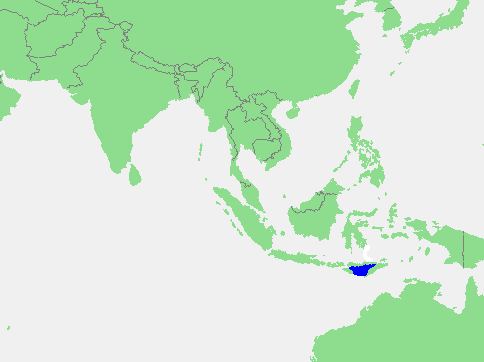
Savusjöns läge.

Savusjön eller Sawusjön är ett bihav till Indiska oceanen i Indonesien och är uppkallad efter ön Savu Island (Sawu) vid dess södra gräns. Den avgränsas av Savu och Rai Jua i söder, öarna Rote och Timor (delad mellan Östtimor och Indonesien) i öster, Flores och Aloröarna i nord och nordväst, och ön Sumba i väster och nordväst. Mellan dessa öar, strömmar den in i Indiska oceanen i söder och väster, Floreshavet i norr, och Bandasjön i nordost.
Savusjön når ett djup på cirka 3 500 m. Den spänner över cirka 600 km från väst till öst, och 200 km från norr till söder. Den största staden vid sjön är Kupang, huvudstad i Nusa Tenggara Timurprovinsen på ön Timor, med cirka 450 000 invånare.